# پارک ملی سبژسکی
پارک ملی سبژسکی (انگلیسی: Sebezhsky National Park) یک پارک ملی حفاظت‌شده در استان پسکوف کشور روسیه است.